# Blood on the Tracks
Blood on the Tracks este al 15-lea album de studio al cântărețului Bob Dylan lansat de Columbia Records în ianuarie 1975. Albumul a marcat întoarcerea lui Dylan la Columbia după ce lucrase pe două albume cu Asylum Records.
Albumul a fost primit cu entuziasm de către fani și critici iar în anii ce au urmat a ajuns să fie considerat unul dintre cele mai bune ale sale, făcând ca unele dintre viitoarele sale discuri să fie apreciate în funcție de Blood on the Tracks. Cu toate că Dylan a negat că melodiile de pe disc ar fi autobiografice, fiul său Jakob Dylan a declarat contrariul. În 2003 albumul a fost clasat pe locul 16 în Lista celor mai bune 500 de albume ale tuturor timpurilor stabilită de revista Rolling Stone. 
LP-ul a ajuns până pe primul loc în topul Billboard al albumelor pop din SUA și pe locul 4 în Marea Britanie. Single-ul "Tangled Up in Blue" s-a clasat pe poziția a-31-a în clasamentul single-urilor pop. Albumul rămâne unul dintre cele mai bine vândute materiale ale lui Dylan primind două Discuri de Platină până în prezent.

## Tracklist
1. "Tangled Up in Blue" (5:42)
2. "Simple Twist of Fate" (4:19)
3. "You're a Big Girl Now" (4:36)
4. "Idiot Wind" (7:48)
5. "You're Gonna Make Me Lonesome When You Go" (2:55)
6. "Meet Me in The Morning" (4:22)
7. "Lily, Rosemary and The Jack of Hearts" (8:51)
8. "If You See Her, Say Hello" (4:49)
9. "Shelter from The Storm" (5:02)
10. "Buckets of Rain" (3:22)

- Toate cântecele au fost scrise de Bob Dylan.

## Single-uri
- "Tangled Up in Blue" (1975)